# Franziskus von Sales Bauer
Franziskus von Sales Bauer (nem. Franziskus von Sales Bauer), češki duhovnik, škof in kardinal, * 26. januar 1841, Hrachovec, † 26. november 1915.

## Življenjepis
19. julija 1863 je prejel duhovniško posvečenje.
3. julija 1882 je bil imenovan za škofa Brna in 15. avgusta istega leta je prejel škofovsko posvečenje. 10. maja 1904 je postal nadškof Olomouca in s tem moravski metropolit.
27. novembra 1911 je bil povzdignjen v kardinala in imenovan za kardinal-duhovnika S. Girolamo dei Croati (degli Schiavoni).